# アレクサンドル・レコフ
アレクサンドル・ウラジーミロヴィチ・レコフ（ロシア語: Александр Владимирович Леков、1968年6月29日 - ）は、ロシア・北オセチア共和国、ウラジカフカス出身のサッカー選手。ポジションはゴールキーパー。

## 選手経歴
2012年のロンドンパラリンピックの脳性まひ者7人制サッカーにおいてロシア代表として出場し金メダルを獲得した。帰国後、ウラジーミル・プーチン大統領から友好勲章を授与された。